# 高桂 (順治進士)
高桂，字南華，直隸保定府清苑縣（今河北省保定市）人，清朝政治人物。

## 生平
明崇禎十五年（1642年）壬午科順天鄉試舉人。清順治三年（1646年），登進士，歴官吏科右給事中、禮科都給事中。順治九年，任會試同考官。